# Yeison Vinces
Yeison Vinces Atoche (Tumbes, Provincia de Tumbes, Perú, 6 de abril de 1994) es un futbolista peruano. Juega como delantero centro y su actual equipo es Bella Esperanza que participa en la Copa Perú. Tiene 30 años.

## Biografía
A los 9 años se instaló en Lima para jugar en la escuela de fútbol de Alianza Lima. Luego, regresó a su tierra natal y se enroló en 2009 en el Sport Platero. A los 17 años reforzó al Sporting Pizarro y luego al Alianza Malval. En todos esos clubes confirmó que había nacido para ser goleador. En 2011, jugó la Copa Federación con la Academia Héctor Chumpitaz. Justamente el hijo del ex 'Capitán de América' 'Tito', quien lo conoció allí y lo llevó a Deportivo Municipal en 2012 para disputar la Copa Perú. Por el 'Muni' fichó hasta el 31 de diciembre de 2014.

## Selección nacional
Fue convocado por Daniel Ahmed a la selección sub-20 en el año 2012 para disputar algunos partidos amistosos y al año siguiente al equipo preliminar para representar a Perú en el Campeonato Sudamericano de Fútbol Sub-20 de 2013, pero no llegó a quedar en la lista final siendo desplazado por jugadores como Iván Bulos o Andy Polo.

## Clubes
| Club                    | País | Año         |
| ----------------------- | ---- | ----------- |
| Deportivo Municipal     | Perú | 2012-2015   |
| Alianza Atlético        | Perú | 2016        |
| Walter Ormeño           | Perú | 2017        |
| Sport Áncash            | Perú | 2018 - 2019 |
| AFE Cosmos              | Perú | 2020        |
| Deportivo Garcilaso     | Perú | 2021        |
| Credicoop San Cristóbal | Perú | 2021        |
| AFE Cosmos              | Perú | 2022        |
| Walter Ormeño           | Perú | 2022        |
| Sport Grasa             | Perú | 2023        |
| Maristas Huacho         | Perú | 2023        |
| Sport Grasa             | Perú | 2024        |
| Bella Esperanza         | Perú | 2024 -      |

## Palmarés
| Título           | Club                | País | Año  |
| ---------------- | ------------------- | ---- | ---- |
| Segunda División | Deportivo Municipal | Perú | 2014 |